# Kinder des Zorns (1984)
Kinder des Zorns (Originaltitel Children of the Corn) ist ein US-amerikanischer Horrorfilm, der 1984 in die Kinos kam. Der Film basiert auf der Kurzgeschichte Kinder des Mais (Children of the Corn) von Stephen King, welche 1977 erstmals im Penthouse veröffentlicht wurde und später u. a. in der Sammlung Nachtschicht erschien. Der Film zog verschiedene Fortsetzungen nach sich.

## Handlung
Das junge Paar Burt und Vicky ist in seinem Auto unterwegs, irgendwo in den Weiten Nebraskas, als sie plötzlich einen Jungen überfahren. Dieser jedoch wurde bereits tot auf die Straße geworfen. Sie packen den Leichnam in den Kofferraum und wollen ihn in die nächstgelegene Stadt bringen, um diesen den Behörden zu übergeben. Sie erreichen Gatlin, eine anscheinend völlig ausgestorbene Stadt. Beide müssen feststellen, dass alle erwachsenen Bewohner von den Kindern getötet wurden, die einem blutigen Kult nachgehen.
Angeführt von Isaac und seiner rechten Hand, Malachai, bringen die Kinder alle Erwachsenen um, die der Stadt zu nahekommen. Jeder der Gemeinschaft muss sich an seinem 19. Geburtstag dem Dämon „Ihm, der hinter den Reihen geht“ opfern, was allerdings als „zu Ihm gehen“ bezeichnet wird. Die Geschwister Job und Sarah gehören zu den wenigen Kindern, die noch nicht dem Massenwahn verfallen sind. Sarah hat „das zweite Gesicht“ (the sight); sie sieht die Zukunft und malt diese in Bildern. Da dies Isaac hilft, Gefahren zu erkennen, lässt er die beiden in Ruhe spielen und Musik hören, was normalerweise verboten ist.
Burt und Vicky finden die beiden Kinder und gewinnen ihr Vertrauen. Kurz danach wird Vicky entführt und ins Maisfeld gebracht, um geopfert zu werden. Burt gelingt es jedoch, Vicky zu befreien. Malachai hat inzwischen die Macht an sich gebracht und Isaac als Opfer an eines der Kreuze gebracht, da er ihn für „zu schwach“ als Anführer hält. „Er, der hinter den Reihen geht“ holt sich Isaac, welcher wiederum nach einiger Zeit kurz zurückkehrt, um auch Malachai „zu Ihm“ zu bringen.
Burt und Vicky fliehen mit Job und Sarah und einigen anderen jüngeren Kindern in eine Scheune, um sich vor dem aufkommenden Unwetter zu schützen. Job hat eine Bibelseite, in der eine Stelle aus der Offenbarung markiert ist. Hier steht, dass man den Dämon mit Feuer besiegen kann. Burt und Job gelingt es, das Maisfeld mit Kerosin zu tränken und es anzuzünden, was letztendlich „Ihn, der hinter den Reihen geht“ vernichtet.
Der Film endet damit, dass Burt und Vicky weiter nach Seattle fahren und die beiden Kinder für zunächst eine Woche zu sich nehmen wollen.

## Synchronisation
Die deutsche Synchronfassung entstand bei der Cinephon, Berlin. Arne Elsholtz schrieb das Dialogbuch und Melvin Quinones führte Regie.
| Rolle          | Darsteller      | Synchronsprecher    |
| -------------- | --------------- | ------------------- |
| Burton Stanton | Peter Horton    | Ulrich Gressieker   |
| Vicky Stanton  | Linda Hamilton  | Alexandra Lange     |
| Isaac          | John Franklin   | Santiago Ziesmer    |
| Malachai       | Courtney Gains  | Frank Schaff        |
| Diehl          | R. G. Armstrong | Heinz Theo Branding |
| Job            | Robby Kiger     | Alexander Niere     |

## Kritiken
Das Lexikon des internationalen Films schrieb, der Film sei ein „Horrorfilm, der im Mantel einer Studie über Sektenunwesen und jugendliche Verführbarkeit Barbarismen und groben Nervenkitzel aneinanderreiht.“
Die Zeitschrift Cinema schrieb, der als „B-Horror“ bezeichnete Film sei „Schmarrn“, selbst die „Zuschauer werden zu Kindern des Zorns“.

## Auszeichnungen
Fritz Kiersch erhielt im Jahr 1984 einen Preis des Festival International du Film Fantastique, de Science-Fiction et Thriller de Bruxelles und wurde 1985 für den Großen Preis des Avoriaz Fantastic Film Festivals nominiert. Robby Kiger und Anne Marie McEvoy wurden 1985 für den Young Artist Award nominiert.

## Hintergründe
Der Film wurde in Sioux City und in einigen anderen Orten in Iowa sowie in Kalifornien (einige Straßenszenen) gedreht. Seine Produktionskosten betrugen schätzungsweise 3 Millionen US-Dollar. Der Film spielte in den Kinos der USA ca. 14,6 Millionen US-Dollar ein.
Die Indizierung des Films wurde im Mai 2017 wieder aufgehoben. Nach einer Neuprüfung der FSK wurde die ungekürzte Fassung ab 16 Jahren freigegeben.
Stephen King selbst empfand den Film als misslungen und hat sich u. a. in seinem eigenen Sachbuch „Danse Macabre“ abfällig über ihn geäußert.

## Fortsetzungen
- 1993: Kinder des Zorns II – Tödliche Ernte (Children of the Corn II: The Final Sacrifice)
- 1995: Kinder des Zorns III (Children of the Corn III: Urban Harvest)
- 1996: Kinder des Zorns 4 – Mörderischer Kult (Children of the Corn IV: The Gathering)
- 1998: Kinder des Zorns V – Feld des Terrors (Children of the Corn V: Fields of Terror)
- 1999: Kinder des Zorns VI – Isaacs Rückkehr (Children of the Corn 666: Isaac's Return)
- 2001: Children of the Corn: Revelation
- 2009: Stephen Kings Kinder des Zorns (Remake)
- 2011: Kinder des Zorns: Genesis – Der Anfang (Children of the Corn: Genesis)
- 2018: Kinder des Zorns: Runaway (Children of the Corn: Runaway)
- 2020: Kinder des Zorns (Children of the Corn, Vorgeschichte des Films von 1984)

Fast alle Fortsetzungen wurden direkt auf Video bzw. DVD oder im Fernsehen veröffentlicht; lediglich der zweite Teil sowie der Film von 2020 wurden im Kino veröffentlicht.